# San Diego Open
El Torneig de San Diego, conegut oficialment com a San Diego Open i tradicionalment Southern California Open, és un torneig de tennis professional que es disputa anualment sobre pista dura al Barnes Tennis Center de San Diego, California, Estats Units.
Tradicionalment es disputava només en categoria femenina al mes d'agost dins les US Open Series, els torneigs que es disputen als Estats Units com a preparació pel US Open, celebrat a finals d'estiu. Anteriorment s'havia conegut amb el nom de Mercury Insurance Open, Acura Classic i Southern California Open, disputant-se a la ciutat de San Diego i algunes edicions a Carlsbad. L'edició de 2013 fou l'última disputada a Carlsbad, ja que a partir de 2014 es va desplaçar a Tòquio. L'any 2016 es va recuperar disputar dins el circuit WTA 125K només per una edició.
L'any 2021 es iniciar en el circuit masculí dins la categoria de ATP Tour 250, i l'any següent es va tornar a recuperar pel circuit WTA, dins la categoria WTA 500.

## Palmarès

### Individual masculí
| Any  | Campió            | Finalista      | Resultat |
| ---- | ----------------- | -------------- | -------- |
| 2022 | Brandon Nakashima | Marcos Giron   | 6−4, 6−4 |
| 2021 | Casper Ruud       | Cameron Norrie | 6−0, 6−2 |

### Individual femení
| Any         | Campiona              | Finalista                 | Resultat         |
| ----------- | --------------------- | ------------------------- | ---------------- |
| WTA 500     |                       |                           |                  |
| 2024        | Katie Boulter         | Marta Kostyuk             | 5−7, 6−2, 6−2    |
| 2023        | Barbora Krejčíková    | Sofia Kenin               | 6−4, 2−6, 6−4    |
| 2022        | Iga Świątek           | Donna Vekić               | 6−3, 3−6, 6−0    |
| Premier     |                       |                           |                  |
| 2021 − 2014 | No celebrat           | No celebrat               | No celebrat      |
| 2013        | Samantha Stosur       | Viktória Azàrenka         | 6−2, 6−3         |
| 2012        | Dominika Cibulková    | Marion Bartoli            | 6−1, 7−5         |
| 2011        | Agnieszka Radwańska   | Vera Zvonariova           | 6−3, 6−4         |
| 2010        | Svetlana Kuznetsova   | Agnieszka Radwańska       | 6−4, 6−7(7), 6−3 |
| 2009        | No celebrat           | No celebrat               | No celebrat      |
| 2008        | No celebrat           | No celebrat               | No celebrat      |
| 2007        | Maria Xaràpova (2)    | Patty Schnyder            | 6−2, 3−6, 6−0    |
| 2006        | Maria Xaràpova        | Kim Clijsters             | 7−5, 7−5         |
| 2005        | Mary Pierce           | Ai Sugiyama               | 6−0, 6−3         |
| 2004        | Lindsay Davenport (2) | Anastassia Mískina        | 6−1, 6−1         |
| 2003        | Justine Henin         | Kim Clijsters             | 3−6, 6−2, 6−3    |
| 2002        | Venus Williams (3)    | Jelena Dokić              | 6−2, 6−2         |
| 2001        | Venus Williams        | Monica Seles              | 6−2, 6−3         |
| 2000        | Venus Williams        | Monica Seles              | 6−0, 6−7(3), 6−2 |
| 1999        | Martina Hingis (2)    | Venus Williams            | 6−4, 6−0         |
| 1998        | Lindsay Davenport     | Mary Pierce               | 6−3, 6−1         |
| 1997        | Martina Hingis        | Monica Seles              | 7−6(4), 6−4      |
| 1996        | Kimiko Date           | Arantxa Sánchez Vicario   | 3−6, 6−3, 6−0    |
| 1995        | Conchita Martínez     | Lisa Raymond              | 6−2, 6−0         |
| 1994        | Steffi Graf (4)       | Arantxa Sánchez Vicario   | 6−2, 6−1         |
| 1993        | Steffi Graf           | Arantxa Sánchez Vicario   | 6−4, 4−6, 6−1    |
| 1992        | Jennifer Capriati (2) | Conchita Martínez         | 6−3, 6−2         |
| 1991        | Jennifer Capriati     | Monica Seles              | 4−6, 6−1, 7−6(2) |
| 1990        | Steffi Graf           | Manuela Maleeva Fragnière | 6−3, 6−2         |
| 1989        | Steffi Graf           | Zina Garrison             | 6−4, 7−5         |
| 1988        | Stephanie Rehe        | Ann Grossman              | 6−1, 6−1         |
| 1987        | Raffaella Reggi       | Anne Minter               | 6−0, 6−4         |
| 1986        | Melissa Gurney        | Stephanie Rehe            | 6−2, 6−4         |
| 1985        | Annabel Croft         | Wendy Turnbull            | 6−0, 7−6(5)      |
| 1984        | Debbie Spence         | Betsy Nagelsen            | 6−3, 6−7(3), 6−4 |
| 1983        | No celebrat           | No celebrat               | No celebrat      |
| 1982        | Tracy Austin (4)      | Kathy Rinaldi             | 7−6, 6−3         |
| 1981        | Tracy Austin          | Pam Shriver               | 6−2, 5−7, 6−2    |
| 1980        | Tracy Austin          | Wendy Turnbull            | 6−1, 6−3         |
| 1979        | Tracy Austin          | Martina Navrátilová       | 6−4, 6−2         |
| 1978 - 1972 | No celebrat           | No celebrat               | No celebrat      |
| 1971        | Billie Jean King      | Rosemary Casals           | 3−6, 7−5, 6−1    |

### Dobles masculins
| Any  | Campions                          | Finalistes                | Resultat            |
| ---- | --------------------------------- | ------------------------- | ------------------- |
| 2022 | Nathaniel Lammons Jackson Withrow | Jason Kubler Luke Saville | 7−6(5), 6−2         |
| 2021 | Joe Salisbury Neal Skupski        | John Peers Filip Polášek  | 7−6(2), 3−6, [10−5] |

### Dobles femenins
| Any         | Campiones                                | Finalistes                               | Resultat            |
| ----------- | ---------------------------------------- | ---------------------------------------- | ------------------- |
| WTA 500     |                                          |                                          |                     |
| 2024        | Nicole Melichar-Martinez Ellen Perez     | Desirae Krawczyk Jessica Pegula          | 6−1, 6−2            |
| 2023        | Barbora Krejčíková Kateřina Siniaková    | Danielle Collins CoCo Vandeweghe         | 6−1, 6−4            |
| 2022        | Coco Gauff Jessica Pegula                | Gabriela Dabrowski Giuliana Olmos        | 1−6, 7−5, [10−4]    |
| Premier     |                                          |                                          |                     |
| 2021 − 2014 | No celebrat                              | No celebrat                              | No celebrat         |
| 2013        | Raquel Kops-Jones Abigail Spears (2)     | Chan Hao-ching Janette Husárová          | 6−4, 6−1            |
| 2012        | Raquel Kops-Jones Abigail Spears         | Vania King Nàdia Petrova                 | 6−2, 6−4            |
| 2011        | Květa Peschke Katarina Srebotnik         | Raquel Kops-Jones Abigail Spears         | 6−0, 6−2            |
| 2010        | Maria Kirilenko Zheng Jie                | Lisa Raymond Rennae Stubbs               | 6−4, 6−4            |
| 2009        | No celebrat                              | No celebrat                              | No celebrat         |
| 2008        | No celebrat                              | No celebrat                              | No celebrat         |
| 2007        | Cara Black Liezel Huber                  | Anna Txakvetadze Viktória Azàrenka       | 7−5, 6−3            |
| 2006        | Cara Black Rennae Stubbs (2)             | Anna-Lena Grönefeld Meghann Shaughnessy  | 6−2, 6−2            |
| 2005        | Conchita Martínez Virginia Ruano Pascual | Daniela Hantuchová Ai Sugiyama           | 6−7 (7−9), 6−1, 7−5 |
| 2004        | Cara Black Rennae Stubbs                 | Virginia Ruano Pascual Paola Suárez      | 4−6, 6−1, 6−4       |
| 2003        | Kim Clijsters Ai Sugiyama                | Lindsay Davenport Lisa Raymond           | 6−4, 7−5            |
| 2002        | Ielena Deméntieva Janette Husárová       | Daniela Hantuchová Ai Sugiyama           | 6−2, 6−4            |
| 2001        | Cara Black Elena Likhovtseva             | Martina Hingis Anna Kúrnikova            | 6−4, 1−6, 6−4       |
| 2000        | Lisa Raymond Rennae Stubbs               | Lindsay Davenport Anna Kúrnikova         | 4−6, 6−3, 7−6 (8−6) |
| 1999        | Lindsay Davenport Corina Morariu         | Serena Williams Venus Williams           | 6−4, 6−1            |
| 1998        | Lindsay Davenport Nataixa Zvéreva        | Alexandra Fusai Nathalie Tauziat         | 6−2, 6−1            |
| 1997        | Martina Hingis Arantxa Sánchez Vicario   | Amy Frazier Kimberly Po                  | 6−3, 7−5            |
| 1996        | Gigi Fernández Conchita Martínez         | Arantxa Sánchez Vicario Larisa Neiland   | 4−6, 6−3, 6−4       |
| 1995        | Gigi Fernández Nataixa Zvéreva           | Alexia Dechaume-Balleret Sandrine Testud | 6−2, 6−1            |
| 1994        | Jana Novotná Arantxa Sánchez Vicario     | Ginger Helgeson Rachel McQuillan         | 6−3, 6−3            |
| 1993        | Gigi Fernández Helena Suková             | Pam Shriver Elizabeth Smylie             | 6−4, 6−3            |
| 1992        | Jana Novotná Larisa Neiland              | Conchita Martínez Mercedes Paz           | 6−1, 6−4            |
| 1991        | Jill Hetherington Kathy Rinaldi          | Gigi Fernández Nathalie Tauziat          | 6−4, 3−6, 6−2       |
| 1990        | Patty Fendick Zina Garrison              | Elise Burgin Rosalyn Fairbank-Nideffer   | 6−4, 7−6 (7−5)      |
| 1989        | Elise Burgin Rosalyn Fairbank            | Gretchen Magers Robin White              | 4−6, 6−3, 6−3       |
| 1988        | Patty Fendick Jill Hetherington          | Betsy Nagelsen Dinky van Rensburg        | 7−6 (12−10), 6−4    |
| 1987        | Jana Novotná Catherine Suire             | Elise Burgin Sharon Walsh                | 6−3, 6−4            |
| 1986        | Beth Herr Alycia Moulton                 | Elise Burgin Rosalyn Fairbank            | 5−7, 6−2, 6−4       |
| 1985        | Candy Reynolds Wendy Turnbull            | Rosalyn Fairbank Susan Leo               | 6−4, 6−0            |
| 1984        | Betsy Nagelsen Paula Smith               | Terry Holladay Iwona Kuczyńska           | 6−2, 6−4            |
| 1983        | No celebrat                              | No celebrat                              | No celebrat         |
| 1982        | Kathy Jordan Paula Smith                 | Patrica Medrado Claudia Monteiro         | 6−3, 5−7, 7−6       |
| 1981        | Kathy Jordan Candy Reynolds              | Rosemary Casals Pam Shriver              | 6−1, 2−6, 6−4       |
| 1980        | Tracy Austin Ann Kiyomura                | Rosemary Casals Wendy Turnbull           | 3−6, 6−4, 6−3       |
| 1979        | Rosemary Casals Martina Navrátilová      | Betty Ann Grubb Stuart Ann Kiyomura      | 3−6, 6−4, 6−2       |
| 1978 - 1972 | No celebrat                              | No celebrat                              | No celebrat         |
| 1971        | Rosemary Casals Billie Jean King         | Françoise Durr Judy Tegart Dalton        | 6−7, 6−2, 6−3       |